# Bolani

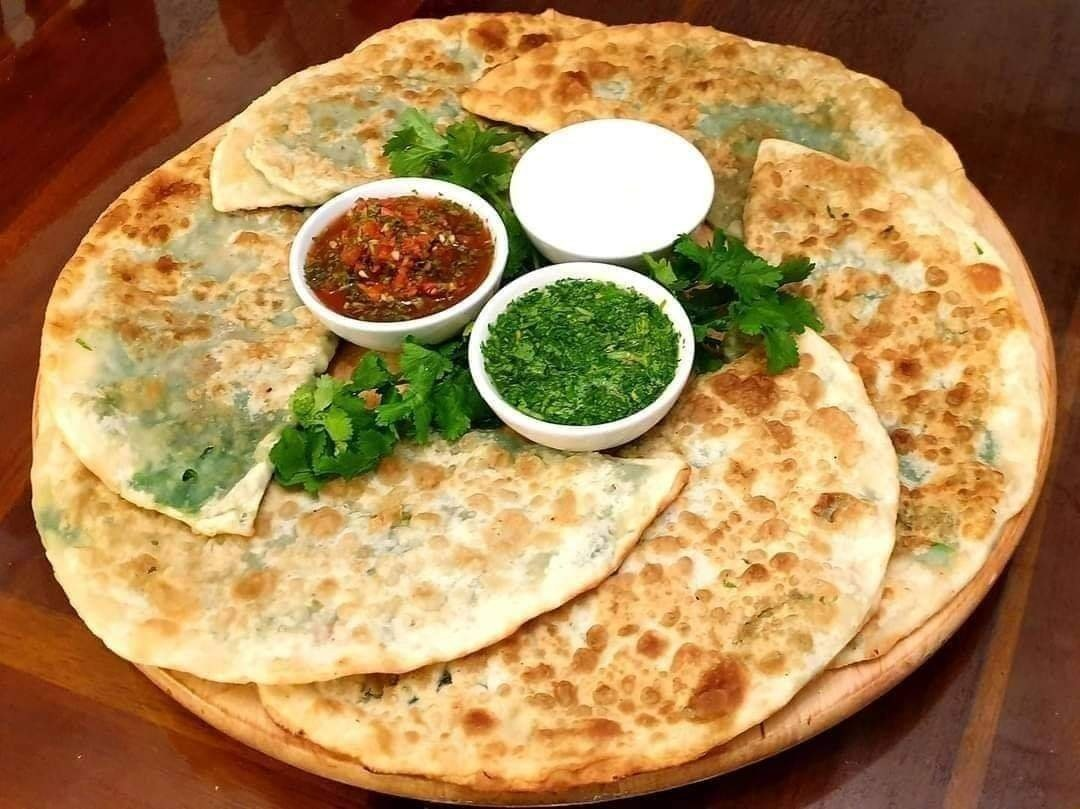
Bolani mit Kräutern und verschiedenen Sossen

Bolani ist ein gefülltes Fladenbrot aus der Afghanischen Küche, das in einer Pfanne in Fett gebacken wird. Es hat eine dünne Kruste und kann mit den unterschiedlichsten Zutaten gefüllt werden, zum Beispiel mit Kartoffeln und Lauch, aber auch mit geriebenem Kürbis, Schnittlauch, roten Linsen oder Hackfleisch. Es kann mit Naturjoghurt oder Minzjoghurt serviert werden, dazu wird häufig ein Dugh (Joghurtgetränk) gereicht.
Bolani wird für besondere Anlässe wie Geburtstagsfeiern, Verlobungsfeiern oder Feiertage zubereitet. Es wird in Afghanistan auch häufig auf der Straße verkauft, insbesondere in größeren Städten wie Kabul, Dschalalabad und Kandahar.